# آموس هیل
آموس هیل (انگلیسی: Amos Hill؛ 21 June 1910 – ۱۹۷۳ (۶۲−۶۳ سال)) بازیکن فوتبال اهل بریتانیا بود.
از باشگاه‌هایی که در آن بازی کرده‌است می‌توان به باشگاه فوتبال منزفیلد تاون اشاره کرد.